# 헤클러운트코흐 범용 기관단총
헤클러 운트 코흐 범용 기관단총(독일어: Heckler & Koch Universale Maschinenpistole/ HK UMP 헤클러 운트 코흐 우니베르젤레 마쉬넨피스톨레/ 하카 우엠페[*])은 헤클러&코흐사에 의해 개발, 생산되는 기관단총이다. 단순 블로우백 방식의 탄창 사용하고 견착식 기관단총으로서 클로즈드 볼트 상태에서 격발된다.

## 변형
- UMP45 : .45 ACP 탄 사용
- UMP40 : .40 S&W 탄 사용
- UMP9 : 9×19mm 패러벨럼 탄 사용

## 같이 보기
- 헤클러&코흐 MP5